# 安杰伊·戈沃塔
安杰伊·扬·戈沃塔（波蘭語：Andrzej Jan Gołota，1968年1月5日—），波兰男子拳击运动员。他曾代表波兰参加1988年夏季奥林匹克运动会拳击比赛，获得男子91公斤级铜牌。